# 주안동
주안동(朱安洞)은 인천광역시 미추홀구의 동부에 위치한 법정동이다. 8개의 행정동(주안1~8동)이 설치되어 있다.
총 면적은 6.2km이며, 2017년 말 주민등록 기준으로 전체 인구는 154,865명이다. 인천광역시 미추홀구의 법정동 중에서 가장 넓고 인구가 많다.

## 역사

### 유래
주안이라는 이름은 붉은 빛을 띤 만월산의 서쪽 아래를 붉은 언덕, 주안(朱岸)이라고 불렀던 것에서 유래하였다. 실제로 조선 후기의 주안면은 현재의 간석동, 구월동, 십정동 및 주안동 석바위 일대를 관할하는 지역이었다. 1908년 대한제국에서 십정리(현 십정동) 일대에 제염시험장을 설치하였으며, 이듬해 주안염전으로 이름을 바꿨다. 그런데 1909년부터 1918년까지 주안염전을 확장하면서 소금의 운송을 보다 쉽게 하기 위하여 1910년 10월 십정리에서 서쪽 1km 즈음이던 충훈부리에 경인선의 역을 설치하고 주안역으로 명명하면서, ‘주안’이라는 이름이 지칭하는 지역이 이동하였다.
충훈부리는 구 시민회관 사거리 일대에, 사미리는 주안7동 일대에 해당하는 마을이었으며, 주안4동과 6동 일대의 지역을 석암리(石巖里, 석바위)·석촌(石村, 돌말)으로 불렀다. 주안7동 신기사거리(신기시장) 주변 지역은 신기촌(新基村)이라고 불리는데, 인천도호부 청사가 있던 현 관교동의 관청말이라는 마을 뒤편에 새롭게 터를 잡은 마을이라는 뜻에서 불린 이름이다. 신기시장 주변은 원래는 관교리의 일부였으나 1936년 인천부 재편입으로 주안정에 편입된 곳이다.

### 연혁
- 1903년 8월 : 인천부 다소면 충훈부리(忠勳府里), 사미리(士美里).
- 1906년 5월 : 충훈부리를 충훈리(忠勳里)로 개칭하였다.
- 1914년 4월 1일 : 부천군이 신설되고 다소면과 주안면을 합하여 다주면으로 칭하면서, 부천군 다주면에 속하게 되었다.
- 1914년 11월 20일 : 충훈리와 사미리를 합하여 사충리(士忠里)로 칭하였다.
- 1936년 10월 1일 : 간석리, 관교리와 승기리의 각 일부를 편입하고, 인천부에 재편입하여 주안정(朱安町)으로 개칭되었다. 이때 주안정으로 편입된 간석리, 관교리와 승기리의 각 일부는 오늘날의 주안6동 동부, 그리고 주안7동 남부와 주안8동에 해당한다.
- 1946년 1월 9일 : 주안정을 주안동으로 개칭하였다.
- 1968년 : 구제 실시에 따라 인천시 남구 주안동이 되었다.

## 교통
- 주안역
- 간석역

## 복지
- 주안노인복지센터

## 교육
- 인천남부초등학교
- 인천석암초등학교
- 인천주안초등학교
- 인천주안남초등학교
- 인천주안북초등학교
- 제물포여자중학교
- 인천고등학교
- 인천기계공업고등학교

## 방송 시설
- 경인방송 iFM 수봉산 송신소

## 여담
주안동에는 재개발을 하고 있는 지역이 있다. 광우, 국영, 한라, 삼용아파트 등을 중심으로 이 일대에 건립된 단독 주택, 빌라, 교회, 빌딩, 상가주택, 목욕탕 건물, 음식점 건물 등을 함께 하나로 묶어 재개발을 추진하고 있고, 구월·간석동 방면의 주안4동에는 한미아파트 등을 중심으로 여러 다가구 주택, 연립주택, 빌라와 단독주택, 상가주택 등을 철거하는 등 본격적인 개발이 활발하게 이루어지고 있다. 인천주안초등학교 옛 교사 건물 자리에는 주변 상가 및 일부 주택과 같이 묶어 초고층 아파트로 재개발하고 있는 중이지만 주안초등학교가 현재의 서쪽 자리로 이전한 곳에는 본래부터 다세대주택, 빌라, 소공원 등이 이전에 자리잡았다. 또한 북쪽에는 모텔 등 숙박 시설과 함께 도시형 생활주택, 오피스텔, 주상복합 아파트 등이 계속 들어서는 중이다.

## 사진

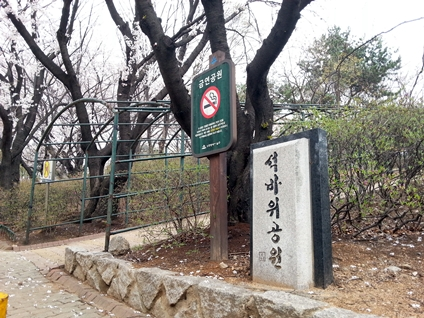
주안4동 석바위공원
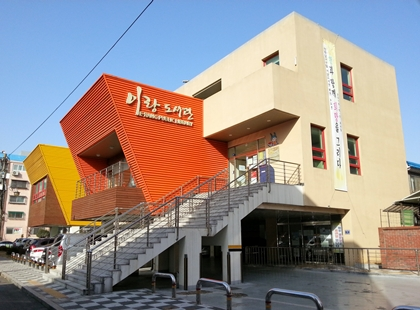
주안8동 이랑도서관
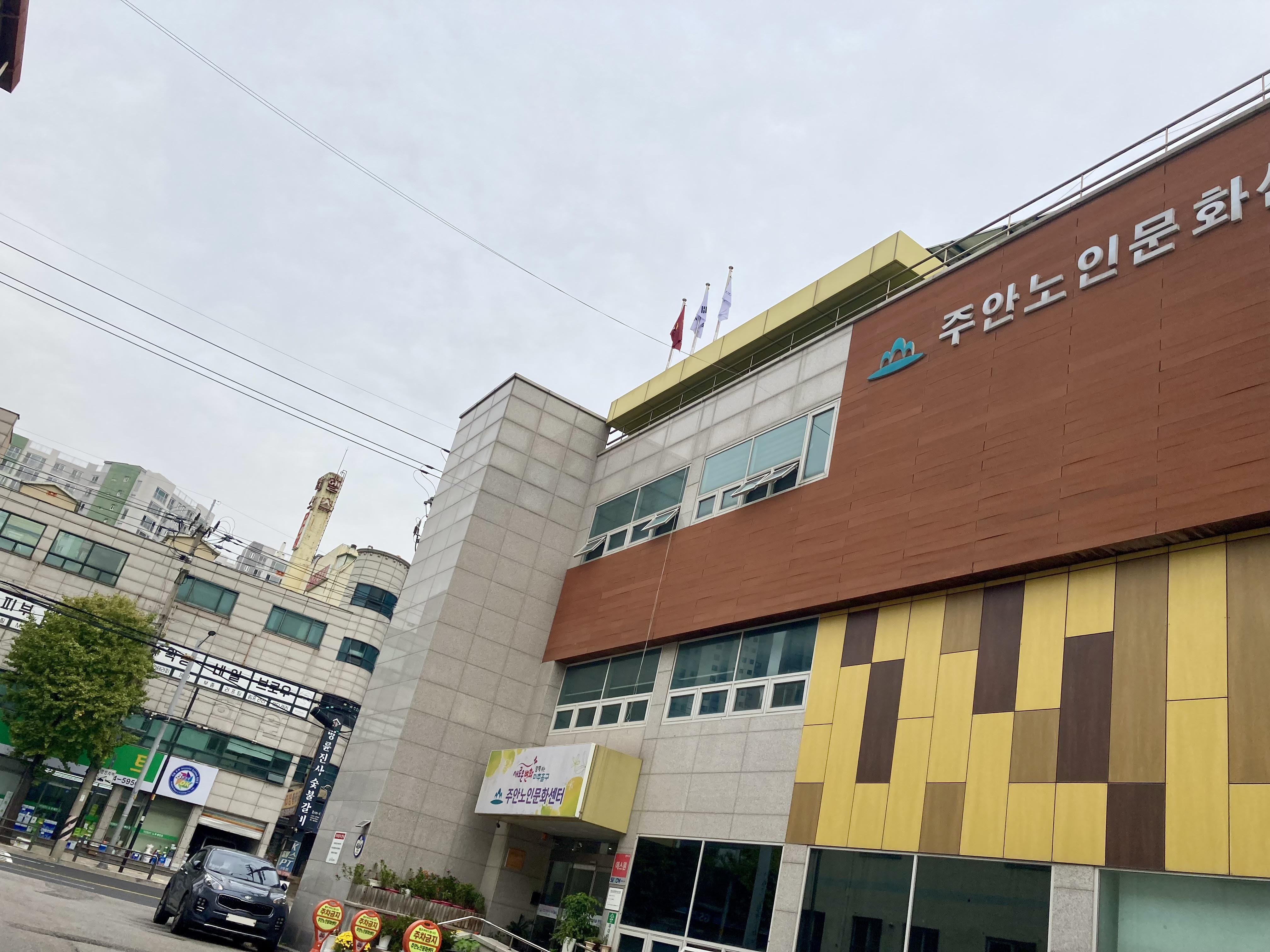
주안노인문화센터
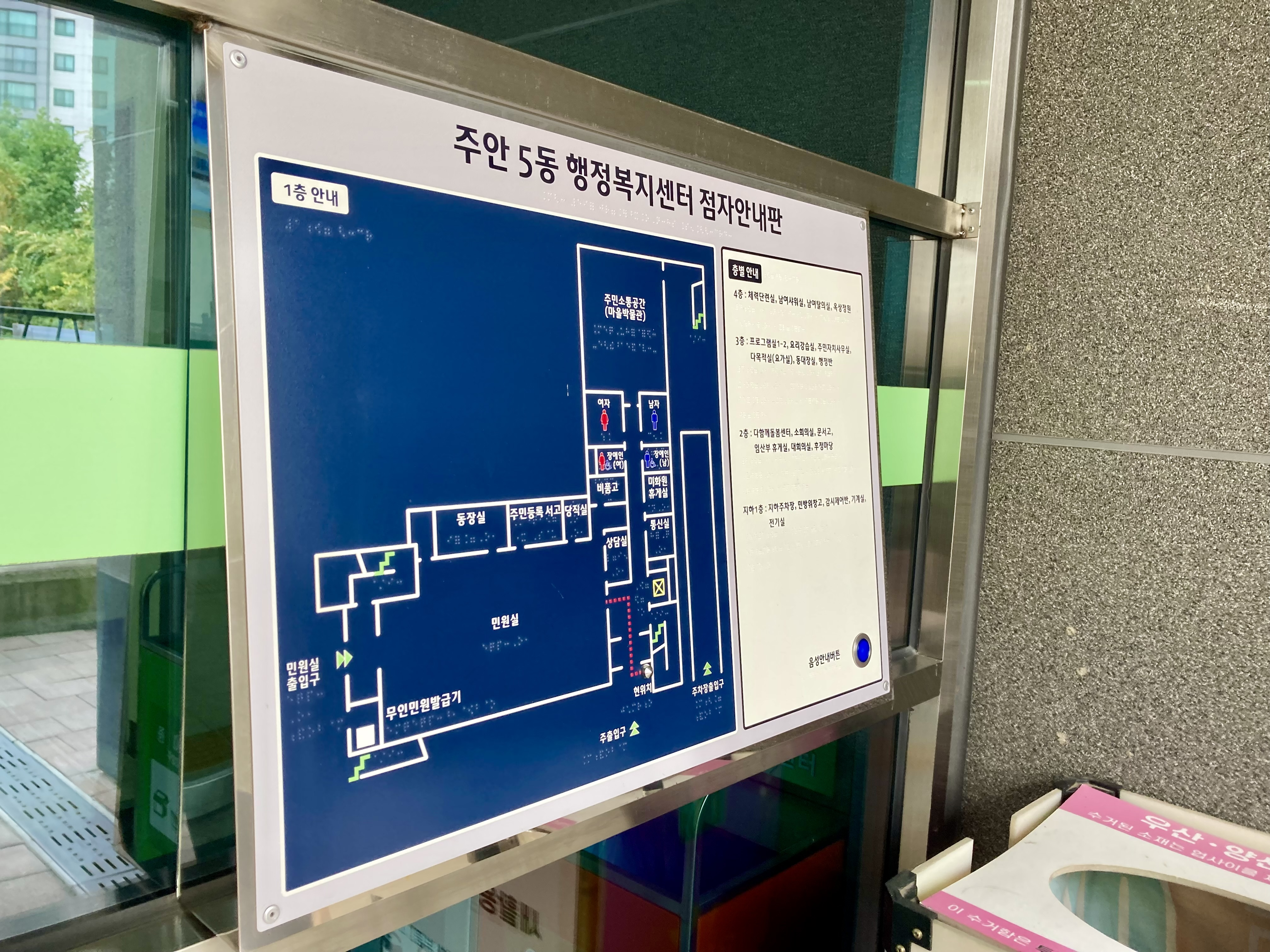
주안5동 행정복지센터 점자안내판
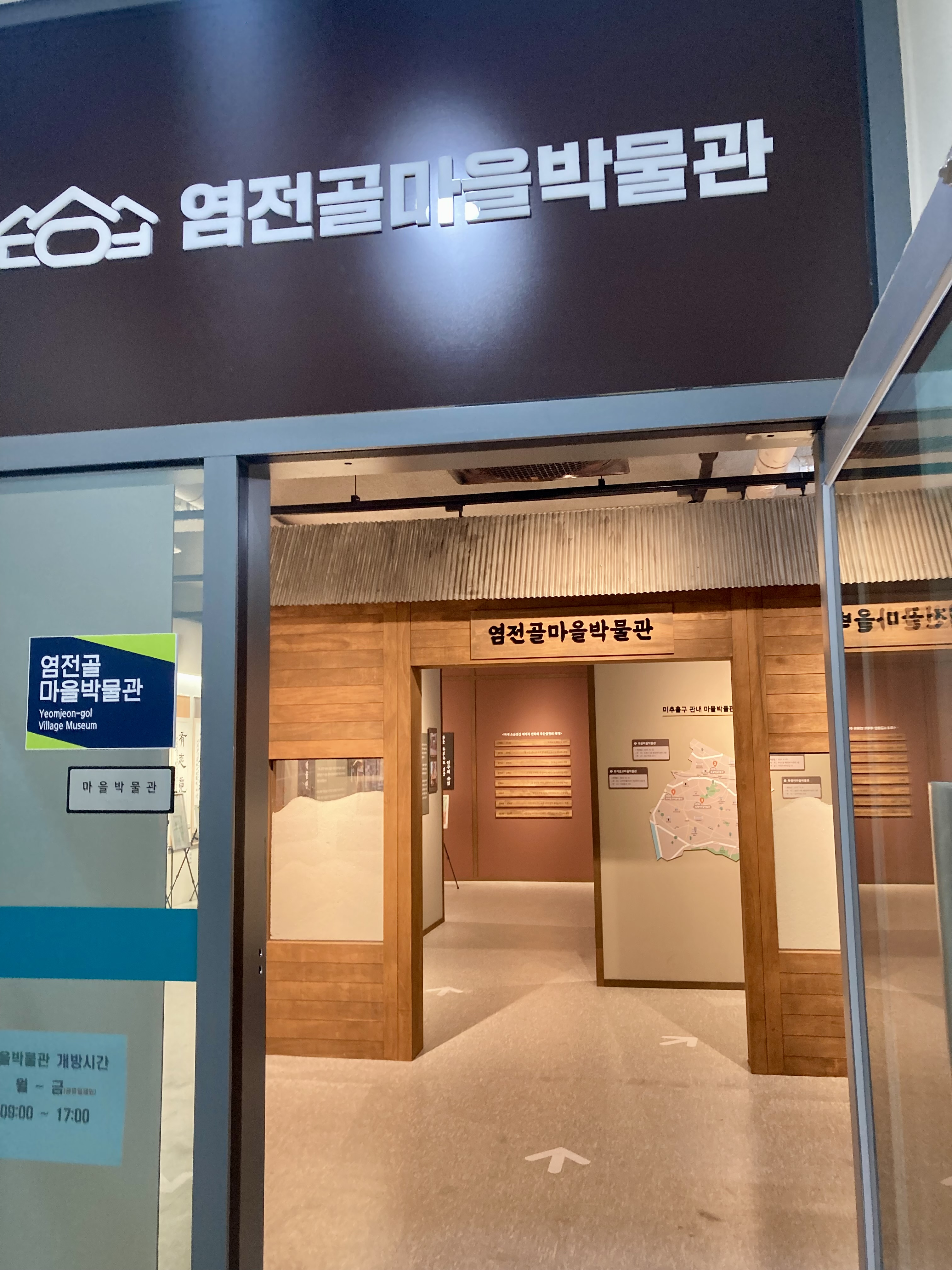
주안5동 염전골마을박물관
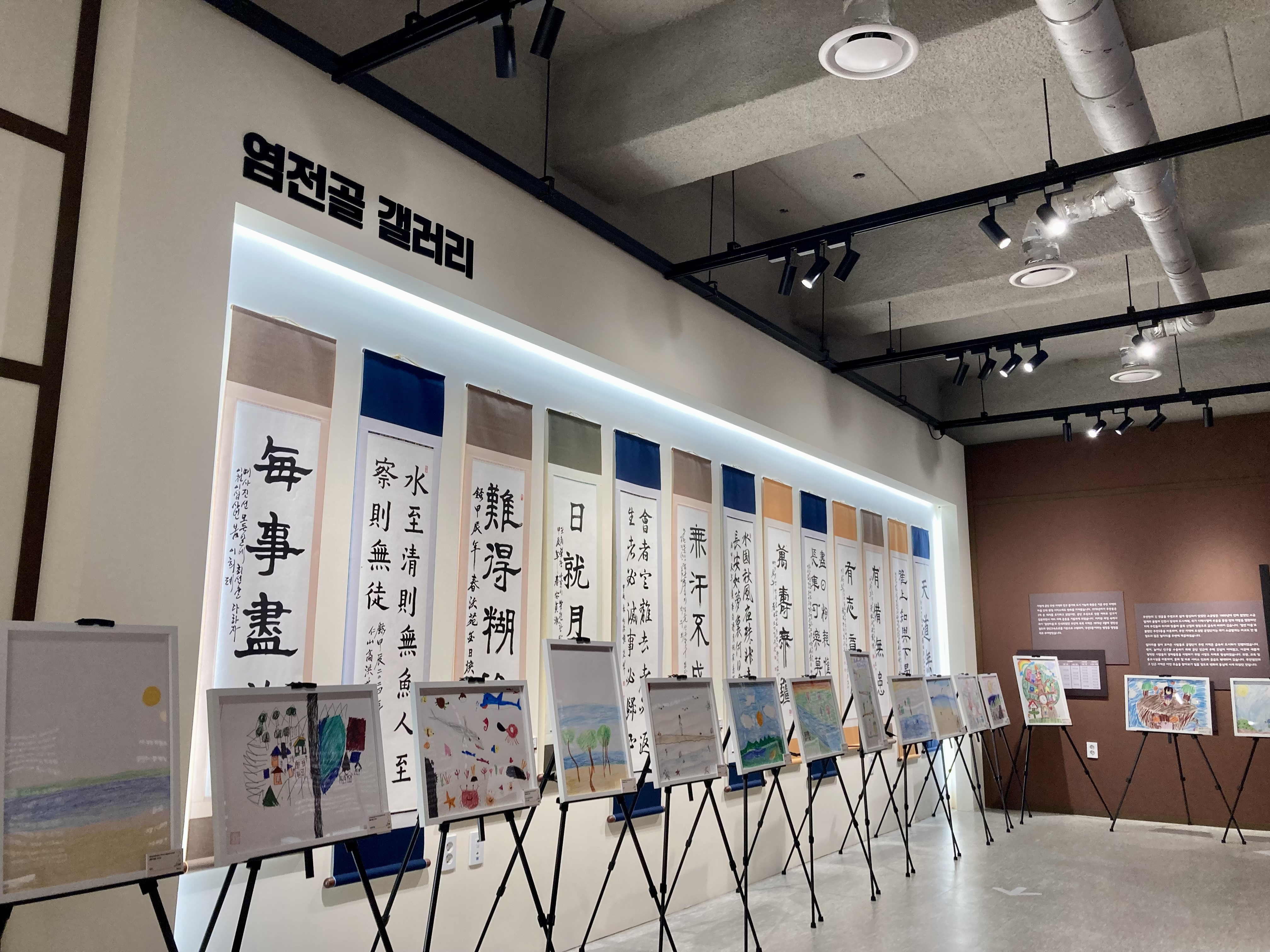
주안5동 염전골갤러리
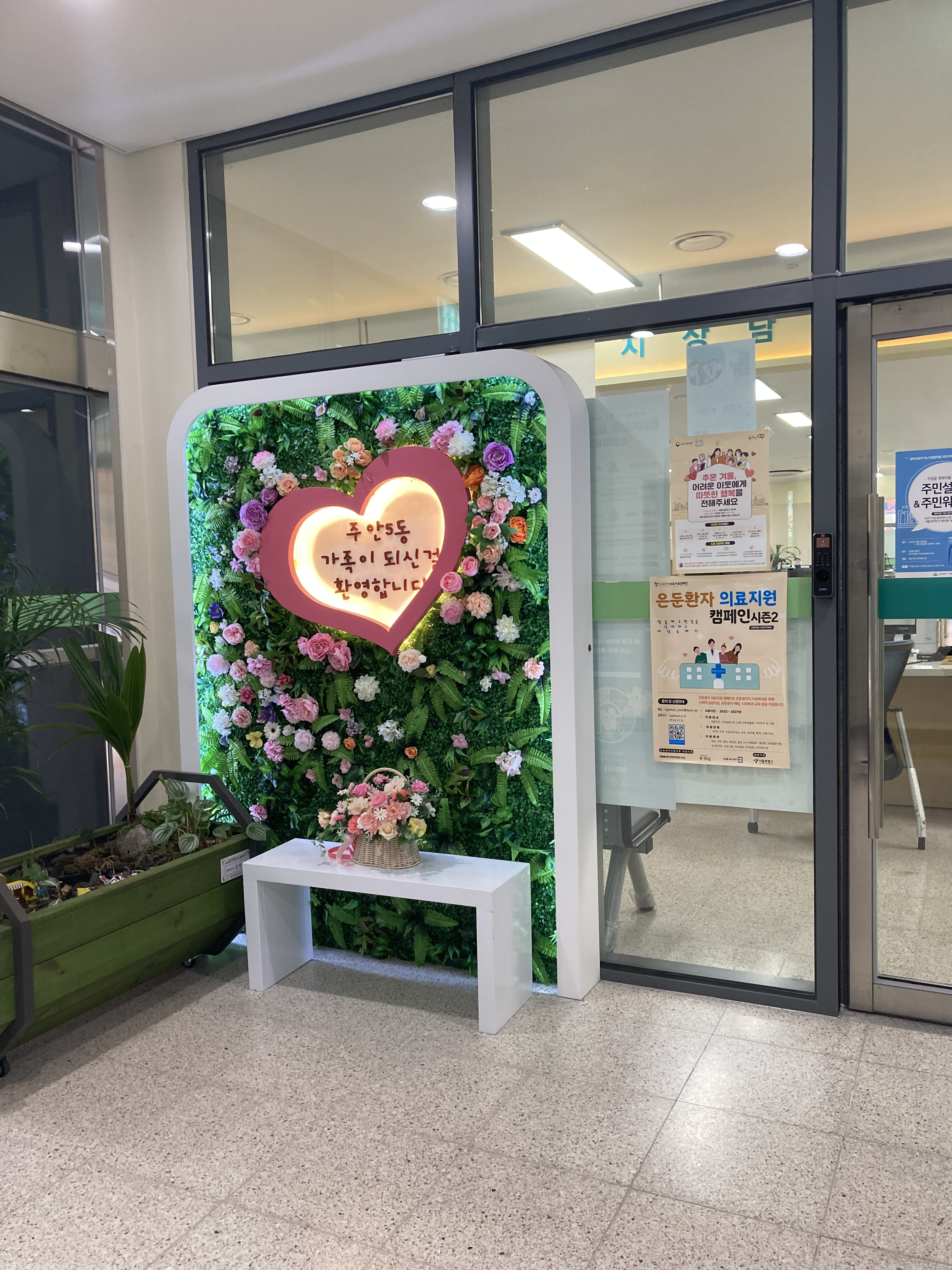
주안5동 전입신고 포토존
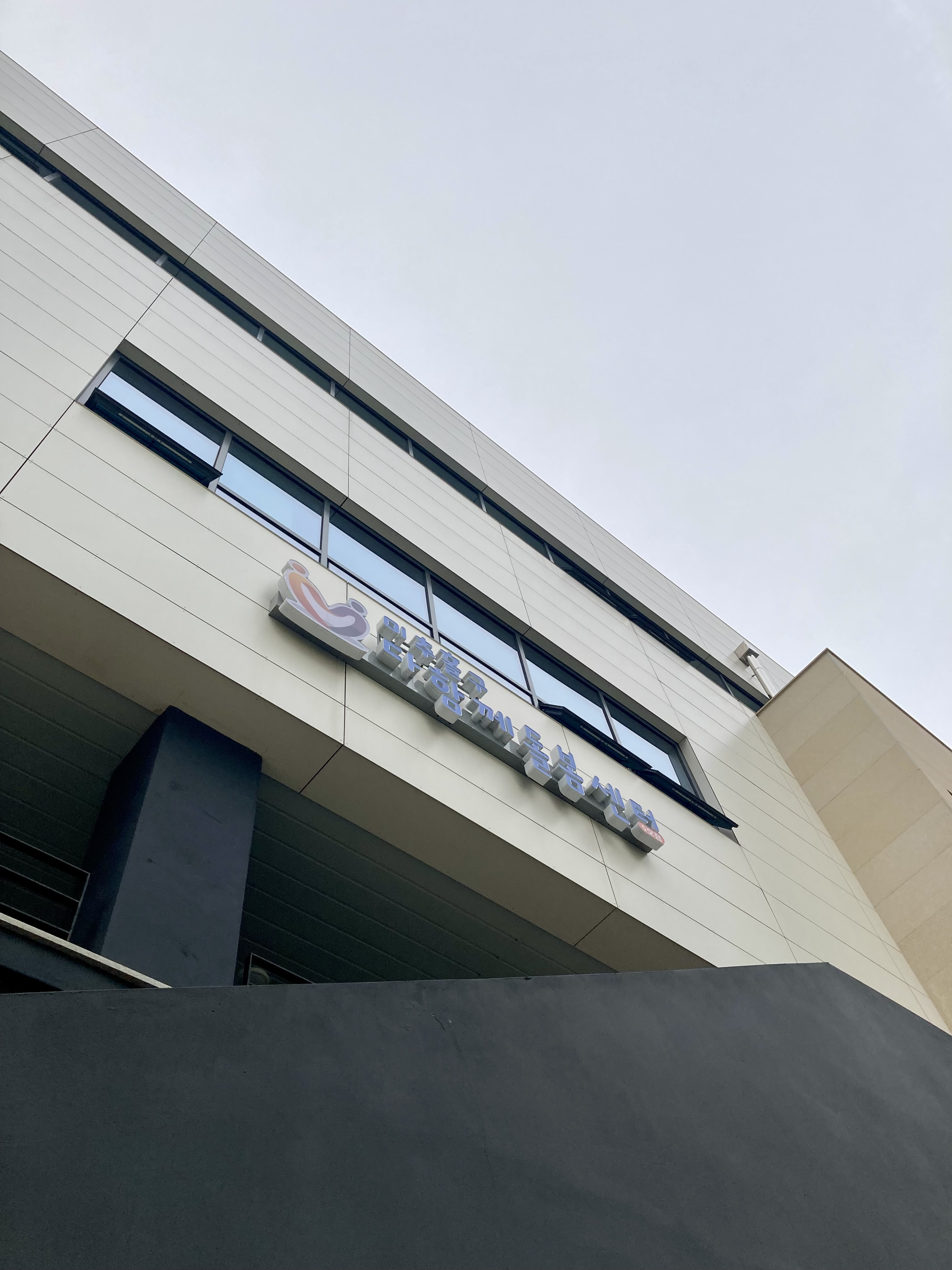
주안5동 돌봄센터(2층)
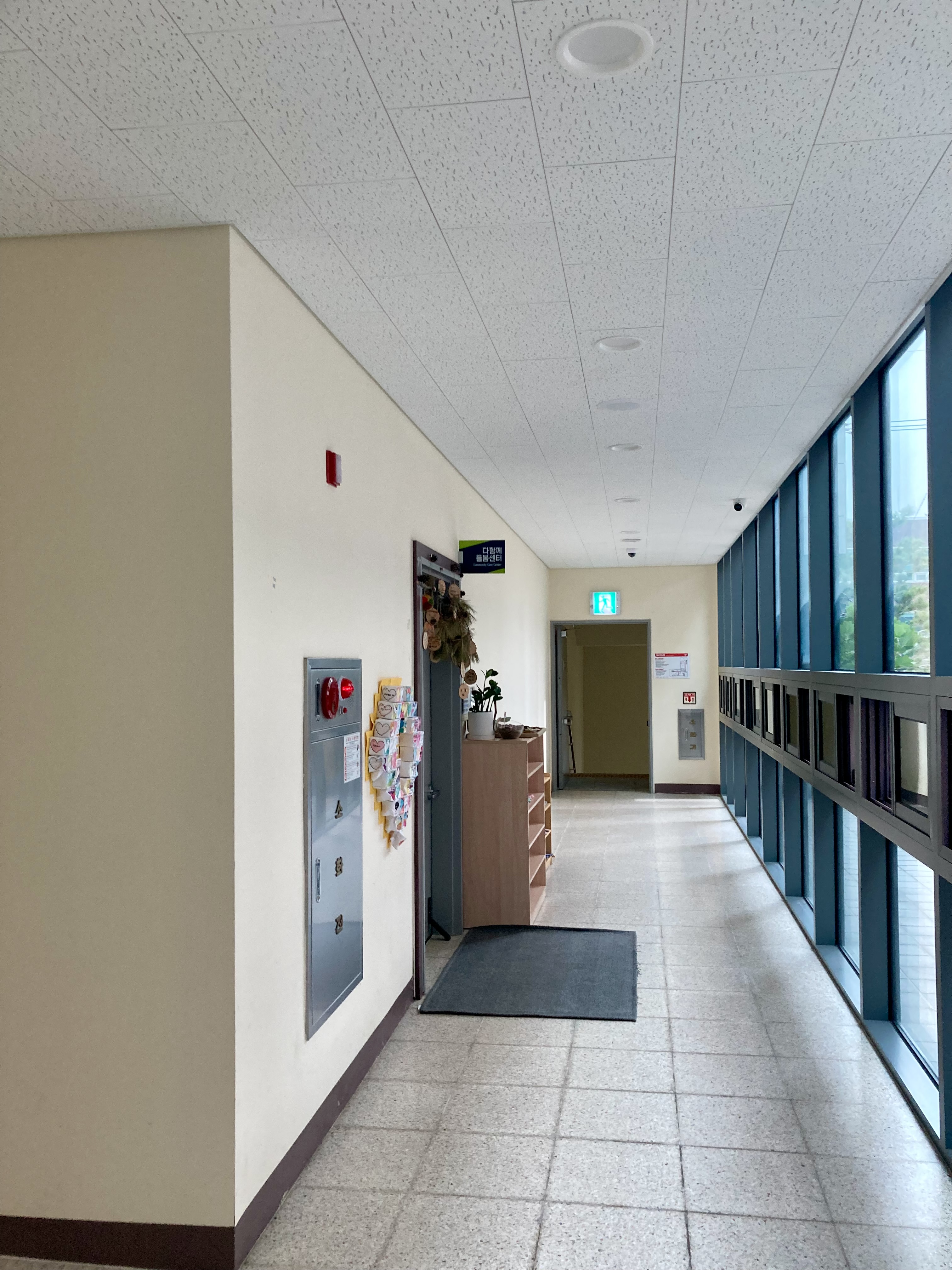
주안5동 돌봄센터(2층)
주안5동 행정복지센터 신축청사외관
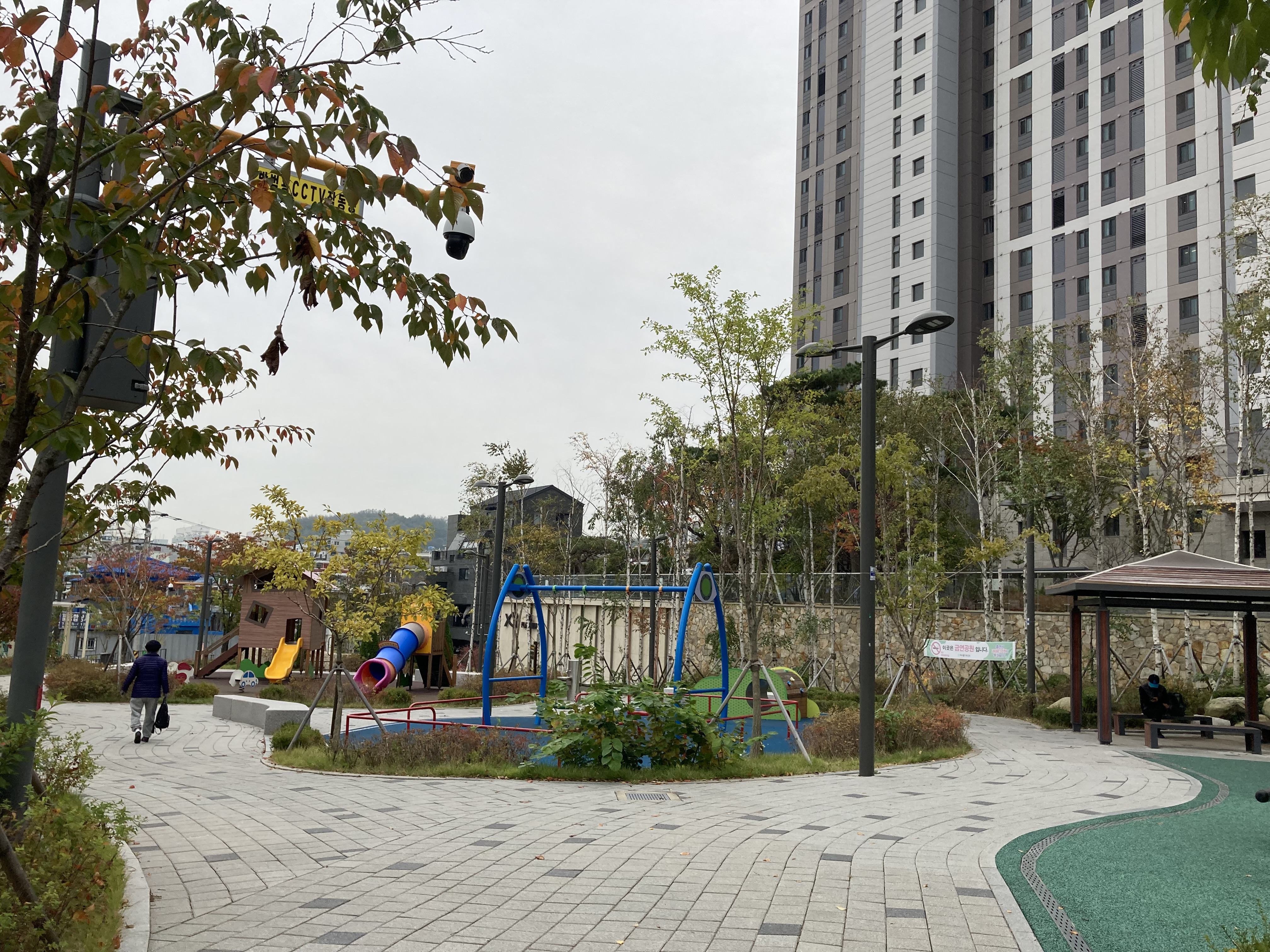
주안3동 돌봄 놀이터
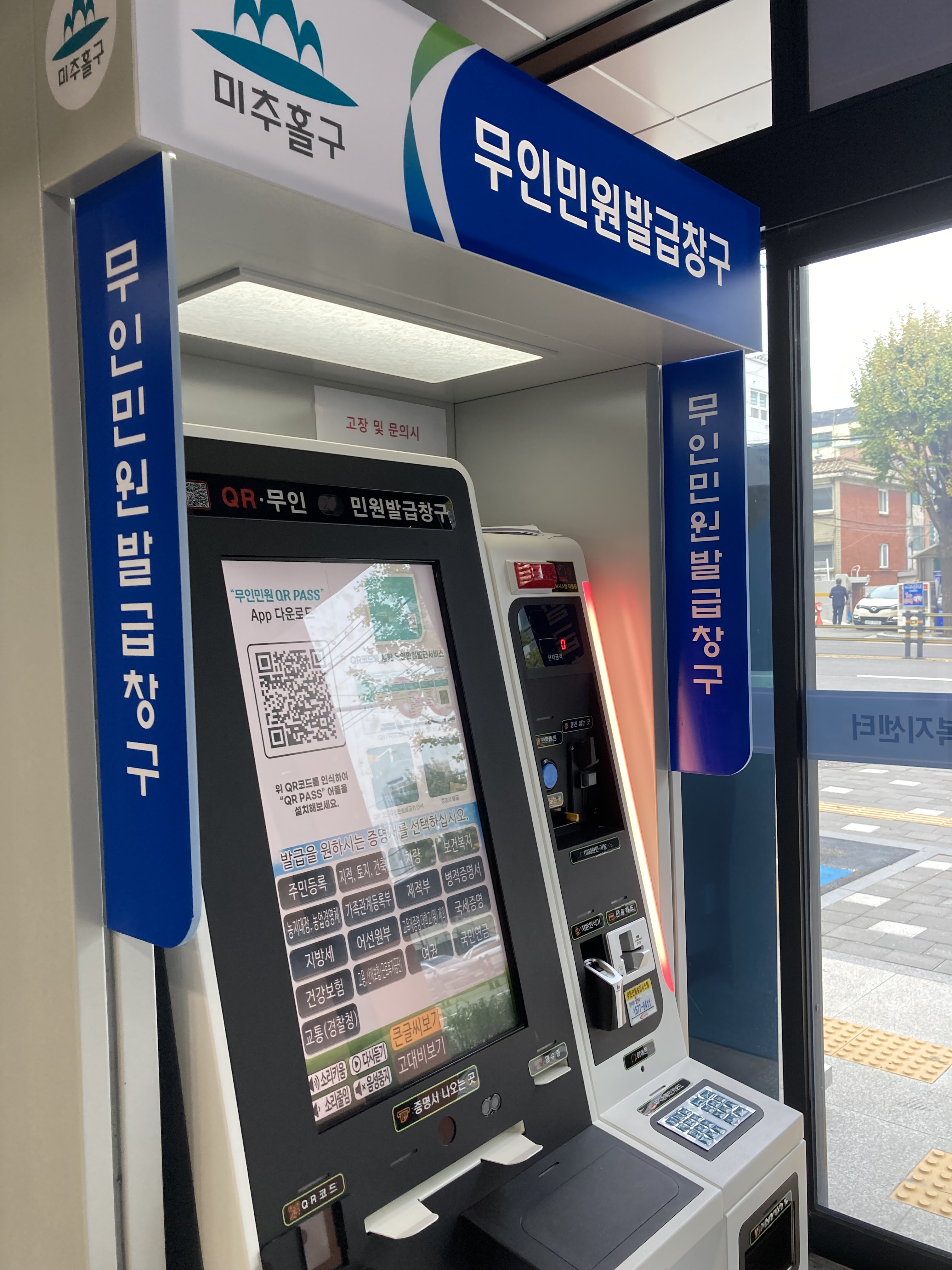
주안3동 행정복지센터 무인민원발급기(2024년도)
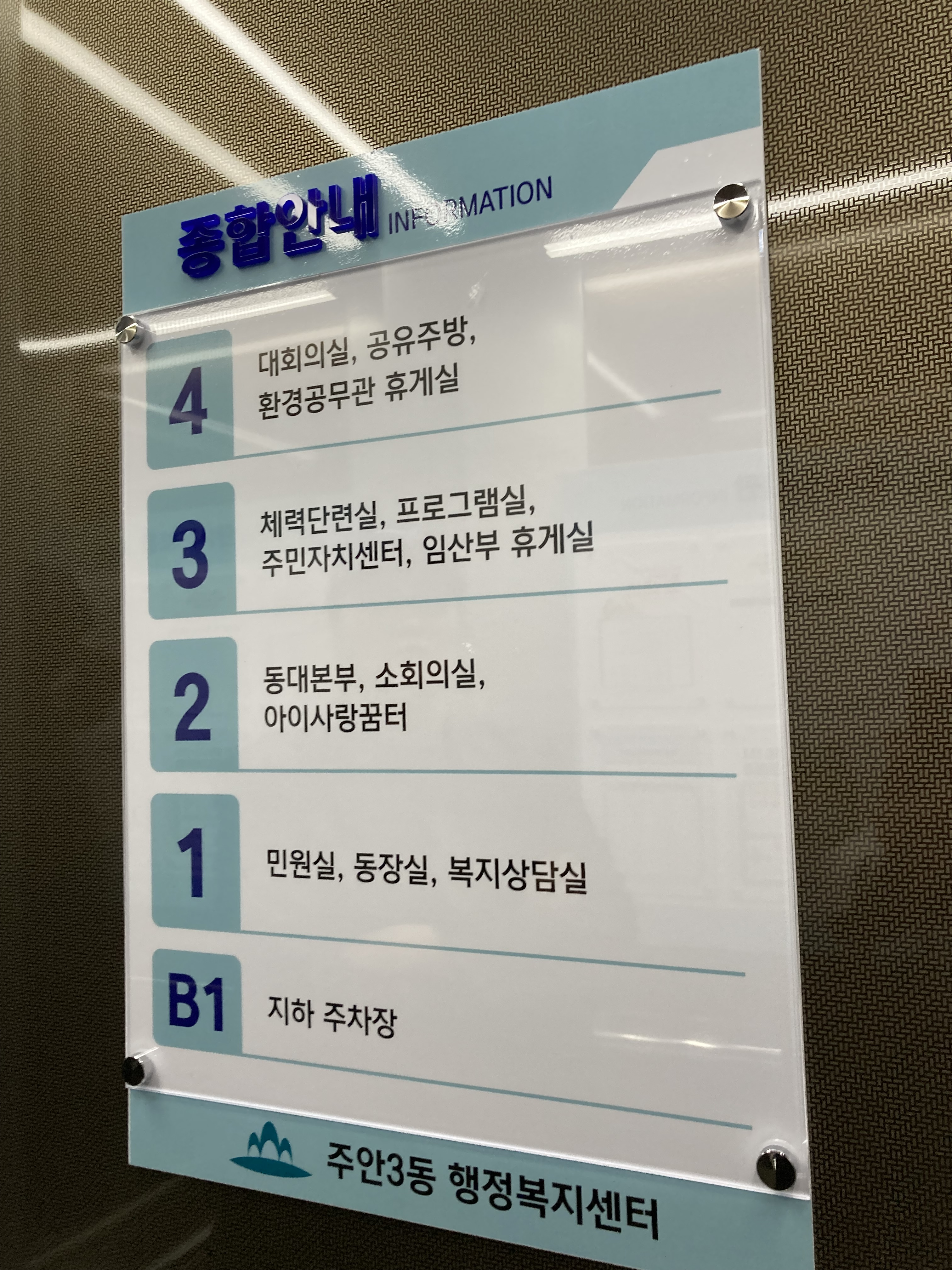
주안3동 행정복지센터 종합안내판
주안3동행정복지센터 신축청사
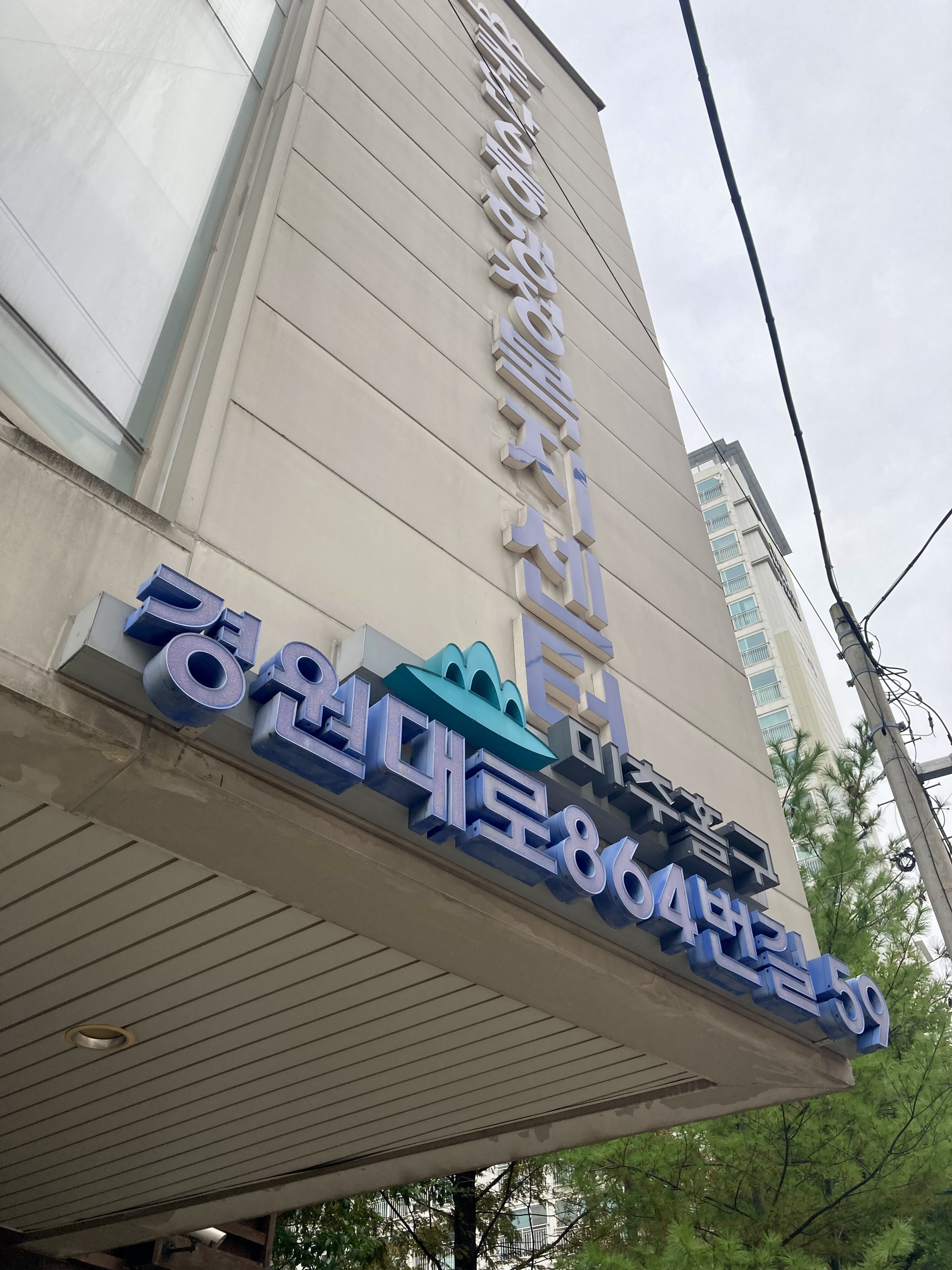
주안6동행정복지센터 간판
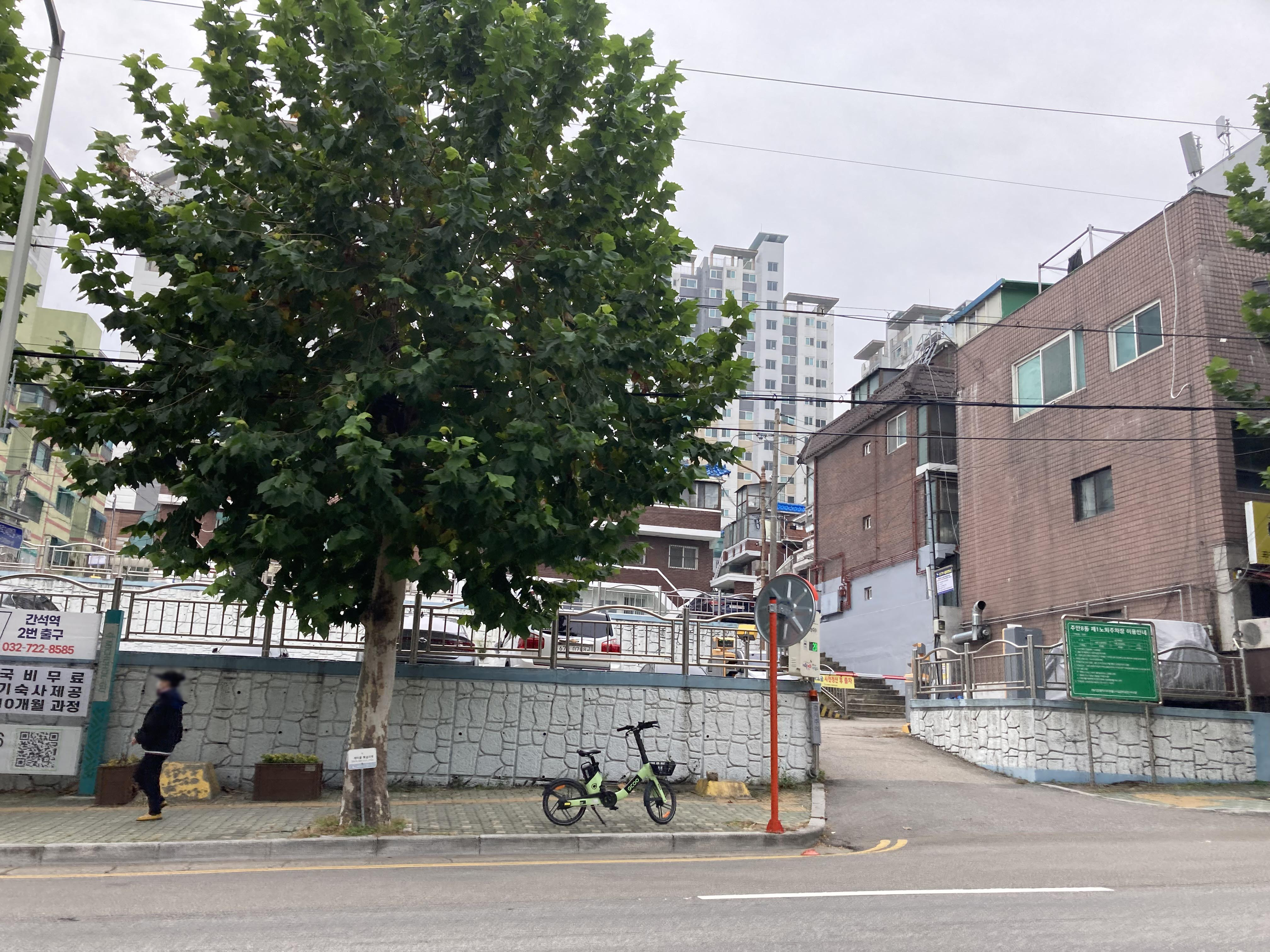
주안8동 노외주차장
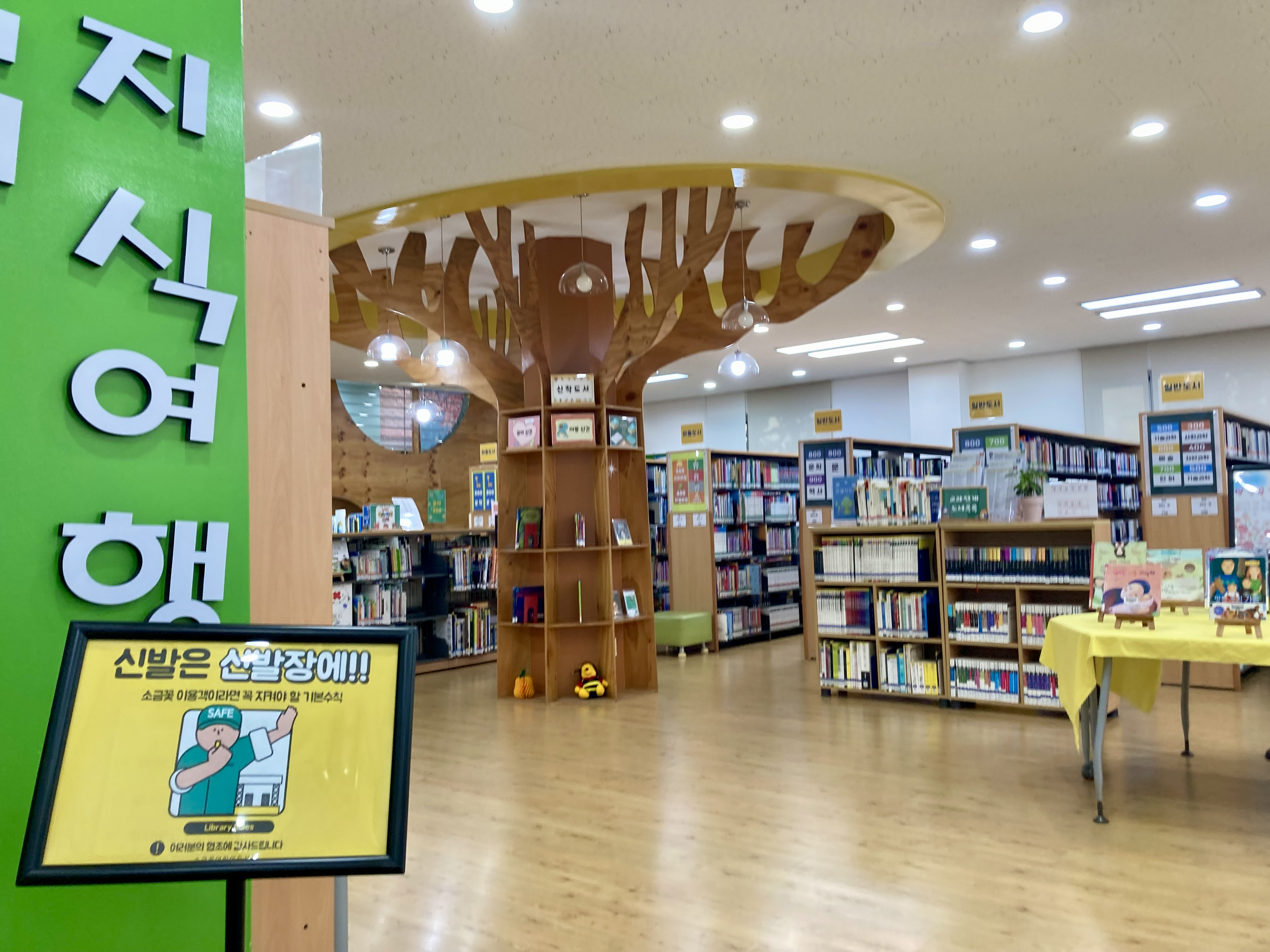
주안5동 소금꽃어린이도서관